# Herbersteinové

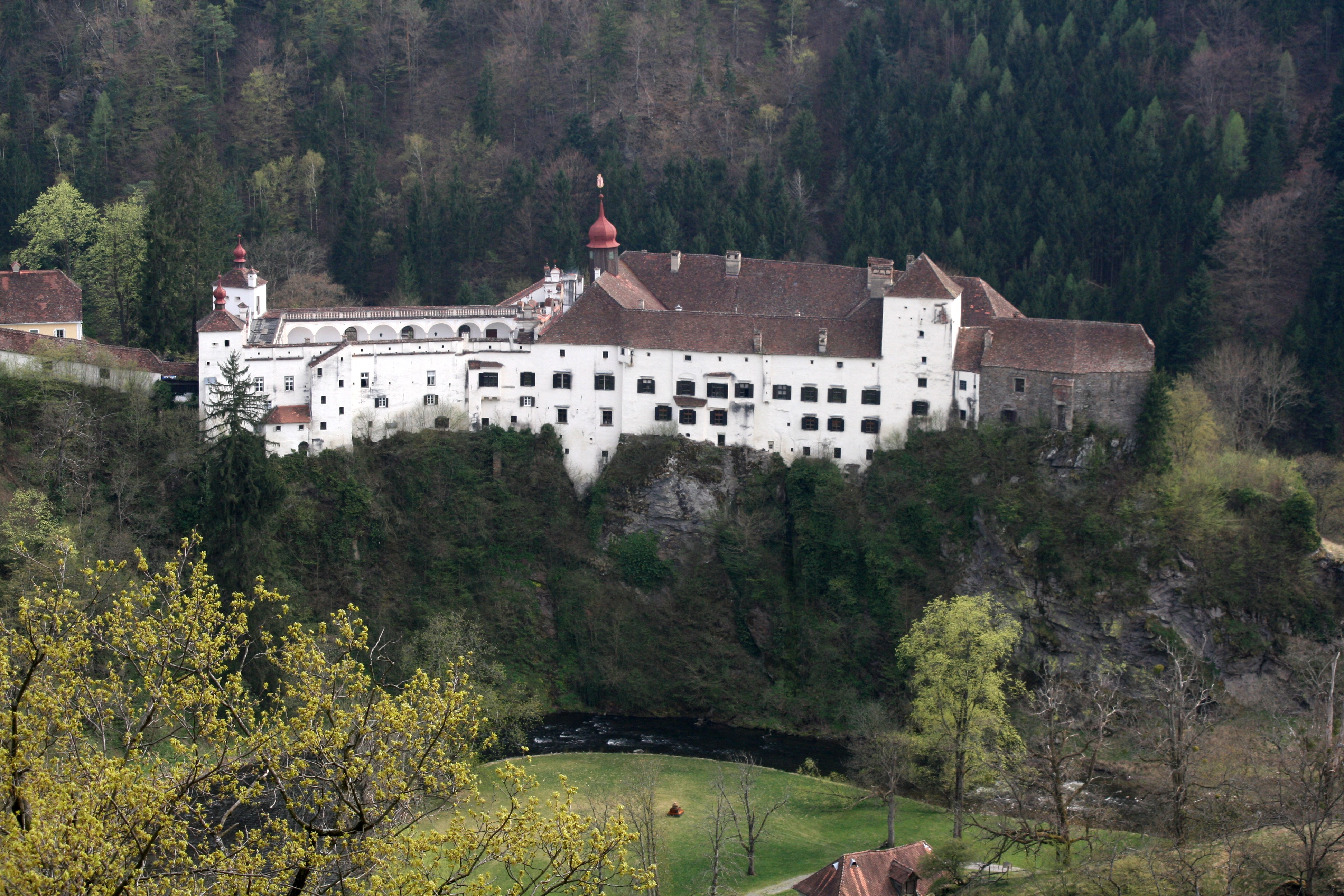
Zámek Herberstein v obci Stubenberg ve Štýrsku

Herbersteinové (německy /von/ Herberstein) jsou starobylý šlechtický rod původem ze Štýrska. 

## Historie rodu
První zmínky o rodu Herbersteinů jsou již z 12. století. V 16. století dosáhli povýšení do panského stavu, v roce 1644 jim byl udělen hraběcí titul pro rakouské země, v roce 1710 byla platnost hraběcí hodnosti rozšířena pro celou říši. Ve službách Habsburků dosáhli Herbersteinové vysokých funkcí ve státní správě, armádě, několik jich bylo také církevními hodnostáři (biskupové v Řezně, Lublani a Terstu). Během 14. a 15. století se díky sňatkové politice zařadili mezi nejbohatší šlechtu ve Štýrsku. V 15. a 16. století došlo k rozdělení rodu na starší a mladší větev, které se dále složitě členily. Potomstvo obou hlavních větví vlastnilo v 17. – 20. století řadu panství v Čechách a na Moravě. Původní rodové sídlo Herberstein patří k vyhledávaným turistickým cílům jižně od Vídně.
Za zakladatele rodu se považuje Otto z Hartbergu († 1338), který získal tvrz Herberstein ve Štýrsku a odtud pochází rodové jméno. Nejvýznamnější osobností rodu je Zikmund (1486–1566), který působil jako císařský diplomat v Polsku a Rusku. Jeho latinské pojednání o Rusku bylo prvním a na dlouhou dobu nejvýznamnějším dílem o této Evropě dosud neznámé zemi. Hraběcí titul pro celý rod získal v roce 1644 Jan Maxmilián z Herbersteinu (1601–1680), který byl zemským hejtmanem ve Štýrsku. Kromě státní služby vynikli členové rodu i v různých vědních oborech, např. Ferdinand Arnošt († 1720), který působil u apelačního soudu v Praze, vydal několik matematických spisů.

## Mladší větev v Čechách
Český inkolát získali v roce 1680 bratři Ferdinand Arnošt (1633–1691) a Jan Weikard (1636–1691). Jan Weikard jen krátce držel východočeské panství Skřivany (1680–1691), zatímco starší Ferdinand Arnošt v roce 1686 nákupem Landštejna a Třeště položil základy k dlouhodobější domestikaci této linie Herbersteinů v Čechách. Hrad Landštejn sice v době jejich držby vyhořel, ale zámek v Třešti se stal občasným sídlem, i když Herbersteinové v této linii vlastnili především statky v Rakousku.
Z dalších generací této větve vynikl hrabě Ferdinand Leopold (1695–1744), vyslanec ve Švédsku, později státní ministr a nejvyšší hofmistr císařovny Marie Terezie, mimo jiné též rytíř Řádu Zlatého rouna. Jeho vnuk Josef František (1757–1816) byl prezidentem dvorské komory a vynikl jako finanční odborník, v roce 1810 po své matce přijal jméno Herberstein-Moltke. Sňatkem s Marií Aloisií Kolovratovou (1780–1823) rozšířil rodový majetek o východočeská panství Hostačov a Golčův Jeníkov, ale již v následující generaci tato linie zanikla jeho synem Ottou (1811–1831), který zemřel na choleru.
Posledním potomkem mladší větve Herbersteinů byl Karel Nepomuk (1763–1837), kanovník v Salcburku. Po jeho smrti vypukl soudní spor o dědictví, mezi uchazeči byli dva vzdálení příbuzní Herbersteinové, ale také Trauttmansdorffové nebo Zichyové. České statky (Landštejn, Třešť) byly v roce 1843 přiřčeny rodině Wenzel-Sternbach, která byla s touto větví Herbersteinů spřízněna již v 17. století.

## Starší větev v Čechách a na Moravě
Starší větev Herbersteinů, respektive její tzv. štýrská linie, si až do 20. století uchovala vysoké postavení v rámci rakouské šlechty. Od 16. století jim náležely dědičné hodnosti nejvyššího komořího a nejvyššího stolníka v Korutansku, většinu majetku ale vlastnili ve Štýrsku. Díky spříznění s vymřelým knížecím rodem Eggenbergů se v 18. století zařadili mezi největší pozemkové vlastníky ve Štýrsku, ve Štýrském Hradci jim patřil i bývalý Eggenberský palác, známý dnes jako Palais Herberstein. Od roku 1861 této větvi Herbersteinů patřilo i dědičné místo v rakouské panské sněmovně.
Počátkem 17. století se starší větev rozdělila na linii štýrskou a slezskou. Slezští Herbersteinové vlastnili panství Gorzanów (do roku 1945 známé pod německým názvem Grafenort) na polské straně Orlických hor a v několika generacích se angažovali ve správě slezských knížectví. Díky blízkosti hranic s Moravou se členové slezské větve spříznili s moravskou šlechtou a v jejich rodokmenu lze například třikrát zaznamenat jméno Žerotínů. Slezská linie vymřela v roce 1728 a panství Gorzanów přešlo na příbuzenstvo ze štýrské linie.

### Herbersteinové na Velkých Opatovicích

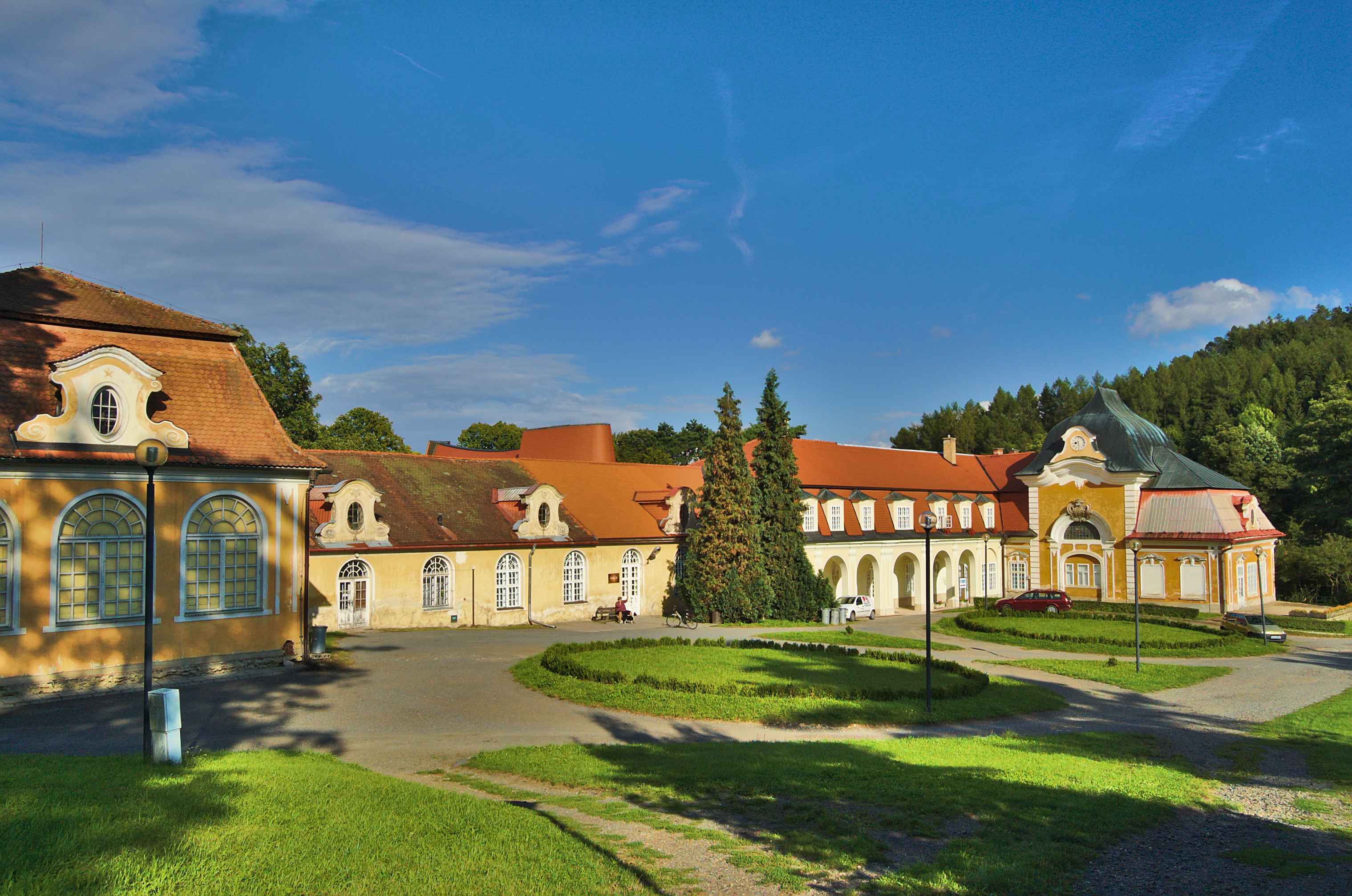
Zámek Velké Opatovice

Na Moravu pronikl rod koncem 18. století, kdy se Jan Jeroným z Herbersteinu (1772–1847) oženil s hraběnkou Henriettou Salmsko-Neuburskou (1775–1815), jednou z dědiček vymírajícího rodu Salm-Neuburg. Jejím dědickým podílem bylo panství Jevíčko na Svitavsku se sídelním zámkem ve Velkých Opatovicích. I když hlavní zázemí měli v rakouských zemích, tito Herbersteinové (s označením opatovická linie) se trvale usadili na Moravě, kde se aktivně zapojili do veřejného dění a tři z nich zasedali v Moravském zemském sněmu. Majetek na Moravě rozšířil Jan Zikmund (1831–1907), když v roce 1885 zakoupil od zadlužených hrabat Küenburgů velkostatek Střílky. V další generaci však o tento majetek Herbersteinové přišli (1912). Do roku 1945 jim patřily Velké Opatovice, kde počátkem 20. století proběhla rekonstrukce zámku z iniciativy Julie z Herbersteinu, rozené Apponyiové (1879–1953).

### Herbersteinové na Libochovicích

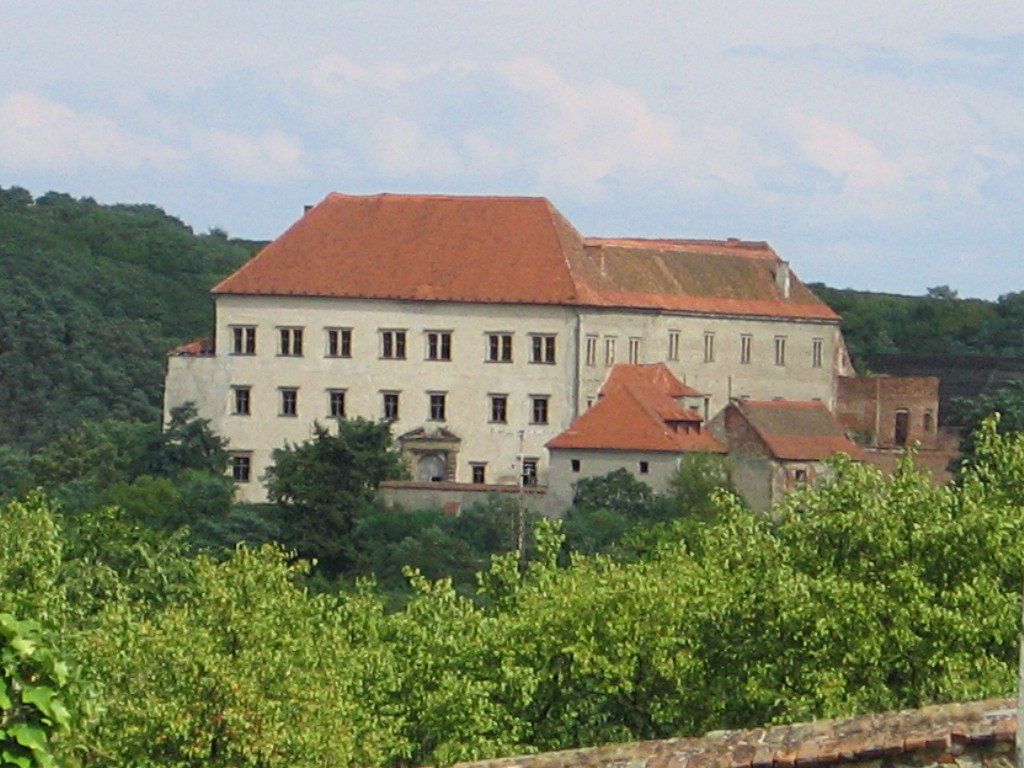
Zámek Dolní Kounice

Mladší syn Jana Jeronýma Jan Bedřich z Herbersteinu (1810–1861) začínal jako státní úředník na Moravě, byl například krajským komisařem ve Znojmě, později byl místodržitelem v Salcburku (1850–1852). V roce 1849 se oženil s hraběnkou Terezií z

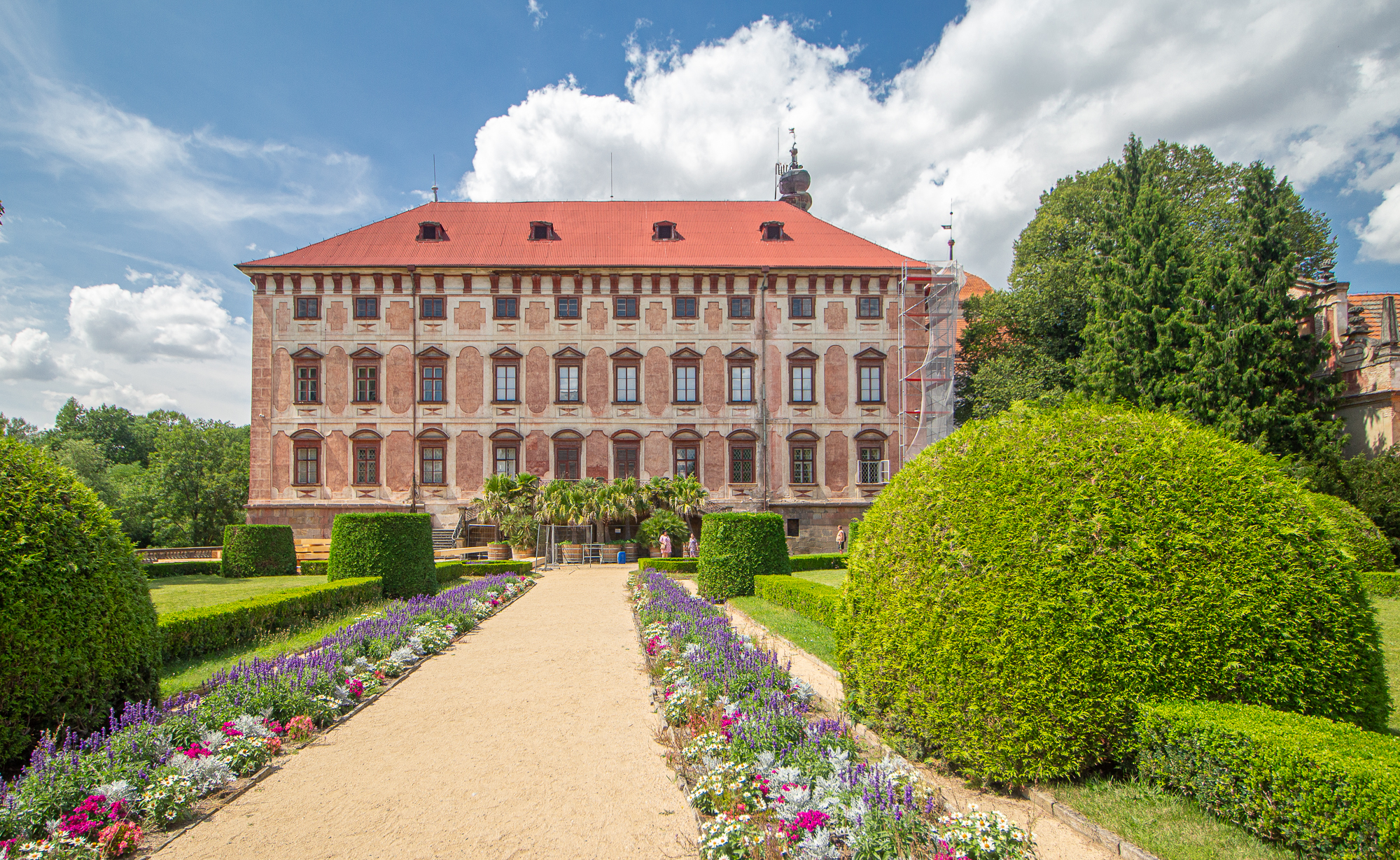
Zámek Libochovice

Ditrichštejna (1822–1895), jednou z dědiček obrovského majetku vymřelého knížecího rodu Ditrichštejnů. Při rozdělování ditrichštejnského dědictví si Terezie vylosovala Libochovice a Nepomyšl v severních Čechách, Vlachovo Březí v Pošumaví a Dolní Kounice poblíž Brna. Součástí jejího podílu byl i bývalý ditrichštejnský palác ve Vídni, dnes známý jako Herberstein Palais. Po předčasné smrti svého manžela (1861) spravovala Terezie zděděný majetek sama a v severních Čechách navíc přikoupila Panenský Týnec a Vrbičany.
V další generaci spravoval rozsáhlý majetek v Čechách Jan Josef z Herbersteinu (1854–1944), který v mládí cestoval po Africe a Asii a jeho sbírky z cest jsou součástí expozice na zámku v Libochovicích. Po úmrtí matky požádal o udělení jména Pruskovských z Pruskova z někdejší titulatury Ditrichštejnů a od roku 1896 tak užíval příjmení Herberstein-Proskau. Se svou rodinou často pobýval na zámcích v Libochovicích a Vrbičanech, hlavním sídlem byl ale stále palác ve Štýrském Hradci, v jehož okolí navíc Jan Josef přikoupil další majetek.
V roce 1945 byl majetek Herbersteinů v Československu znárodněn, jelikož syn Jana Josefa se přihlásil k říšskému občanství. Tehdy ztratili i statky v Polsku (Gorzanów). V závěru druhé světové války bylo sovětskou armádou vážně poničeno i nejstarší rodové sídlo Herberstein. V současnosti žijí členové rodu převážně v Rakousku. Z potomstva libochovických Herbersteinů se o restituci majetku v severních a jižních Čechách dlouhodobě snažil Jan Alexandr (* 1930), jeho nároky po dvaceti letech jednání u soudů různých instancí s konečnou platností zamítl Ústavní soud v roce 2014.

## Přehled majetku Herbersteinů v Čechách a na Moravě
- Budyně nad Ohří (1858–1945)
- Dolní Kounice (1862–1927)
- Golčův Jeníkov (1810–1831)
- Jevíčko (1797–1945)
- Landštejn (1686–1837)
- Libochovice (1858–1945)
- Nepomyšl (1895–1945)
- Střílky (1885–1912)
- Třešť (1686–1837)
- Velké Opatovice (1797–1945)
- Vlachovo Březí (1858–1945)
- Vrbičany (1872–1945)

## Významné osobnosti rodu
- Zikmund z Herbersteinu (1486–1566), diplomat a spisovatel
- Zikmund Bedřich z Herbersteinu (1549–1621), protestantský politik a úředník v císařských službách
- Jan Jiří z Herbersteinu (1591–1663), římskokatolický církevní činitel, v letech 1662/1663 zvolen biskupem řezenské diecéze
- Ferdinand Leopold z Herbersteinu (1695–1744), politik, diplomat, císařký nejvyšší komoří, rytíř Řádu zlatého rouna
- Jan Karel z Herbersteinu (1719–1787), biskup v Lublani a církevní reformátor
- Terezie z Herbersteinu (1822–1895), jedna z dědiček vymřelého rodu Ditrichštejnů
- Jan Ludvík z Herbersteinu (1842–1902), moravský politik
- Johann Herbert von Herberstein (1863–1940), c. k. polní podmaršál, nejvyšší hofmistr arcivévody Bedřicha
- Albert z Herbersteinu (1864–1945), moravský politik